# Kébili
Kébili is een stad in Tunesië en is de hoofdplaats van het gelijknamige gouvernement Kébili.
Bij de volkstelling van 2004 telde Kébili 18.693 inwoners. Bij de volkstelling van 2014 steeg dit aantal naar 62.301 inwoners

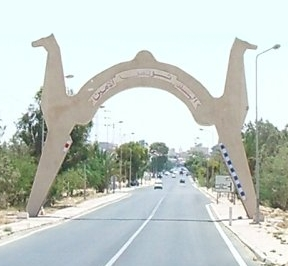
Toegang tot de stad